# Bloodshot
Bloodshot – amerykańska seria komiksowa, stworzona w 1992 przez Kevina VanHooka, Dona Pelina i Boba Laytona. Ukazująca się w formie miesięcznika nakładem wydawnictw: Valiant Comics (1993–1996), Acclaim Comics (1997–1999) i Valiant Entertainment (od 2012), liczy ponad 130 zeszytów autorstwa różnych autorów. Podzielone są dotąd na siedem cykli, z których czwarty, Bloodshot Odrodzenie (Bloodshot Reborn), ukazujący się oryginalnie w latach 2015–2016, opublikowało po polsku wydawnictwo KBOOM w tomach zbiorczych.

## Fabuła
Bloodshot to przydomek bezimiennego żołnierza o nadludzkiej sile i zdolności regeneracji. Umiejętności te są efektem wojskowych eksperymentów, którym żołnierz został poddany w ramach projektu „Duch" – polegały one na wszczepianiu w ciało mikroskopijnych urządzeń usprawniających ludzkie odruchy. Bloodshot staje się maszyną do zabijania i bronią idealną. Targany wyrzutami sumienia i bliski obłędu, w końcu porzuca tę rolę i wybiera życie w odosobnieniu. Jednak gdy dochodzi do serii zabójstw popełnionych przez osobniki podobne do Bloodshota, żołnierz postanawia ich powstrzymać, ryzykując, że dawne koszmary znów go dopadną.

## Komiksy wydane po polsku
| Tom | Tytuł i rok wydania polskiego | Tytuł i rok wydania oryginalnego | Zawartość                                                        | Autorzy                                                                                                |
| --- | ----------------------------- | -------------------------------- | ---------------------------------------------------------------- | --- |
| 1   | Kolorado (2018)               | Colorado (2015)                  | - Bloodshot Reborn zeszyty 1–5                                   | - Scenariusz: Jeff Lemire - Rysunki: Mico Suayan                                                       |
| 2   | Polowanie (2019)              | The Hunt (2016)                  | - Bloodshot Reborn zeszyty 6–9                                   | - Scenariusz: Jeff Lemire - Rysunki: Butch Guice                                                       |
| 3   | Staroświecki (2019)           | The Analog Man (2016)            | - Bloodshot Reborn zeszyty 10–13                                 | - Scenariusz: Jeff Lemire - Rysunki: Lewis LaRosa                                                      |
| 4   | Wyspa Bloodshotów (2020)      | Bloodshot Island (2016)          | - Bloodshot Reborn zeszyty 14–18, - Bloodshot Reborn 2016 Annual | - Scenariusz: Jeff Lemire, Ray Fawkes, Michel Fiffe - Rysunki: Mico Suayan, Ray Fawkes, Benjamin Marra |
| 5   | Bloodshot U.S.A. (2021)       | Bloodshot U.S.A. (2017)          | - Bloodshot U.S.A. zeszyty 1–4                                   | - Scenariusz: Jeff Lemire - Rysunki: Doug Braithwaite                                                  |